# عبد المسيح (اسم)
عبد المسيح هو اسم علم عربي مذكر، يستعمله العرب المسيحيون، والمسيح هو يسوع ومعنى الاسم هو خادم يسوع،[بحاجة لمصدر]، ذكر إبراهيم السامرائي في كتابه (الأعلام العربية) أن عبد المسيح من أعلام المسيحيين المعروفة وقال «والتسمية بإضافة عبد إلى غيره مأخوذ من العربية وإن كان قد سُمعَ (عبدُ أيلٍ) أي عبدُ الإله، كما سفر إيرميا».